# Ferdinand von Hansemann
Ferdinand von Hansemann(-Pempowo) (* 10. September 1861 in Berlin; † 3. Oktober 1900 ebenda) war ein deutscher nationalistischer und antipolnischer Politiker.

## Leben
Hansemann war Enkel von David Hansemann und Sohn von Adolph von Hansemann. Nach dem Schulbesuch in Berlin studierte er Rechtswissenschaften. Im Jahr 1882 bestand er das Referendarexamen und promovierte zum Dr. jur. Hansemann heiratete 1885 Josephine Stienen. Aus der Ehe gingen vier Töchter hervor. Die Tochter Frieda heiratete später Leo von Caprivi, einen Neffen des gleichnamigen Reichskanzlers. Nach einer Zeit im Staatsdienst wandte er sich der Landwirtschaft zu und studierte auch noch dieses Fach. Er bewirtschaftete seit 1888 die Fideikommissherrschaft Pempowo, die sein Vater 1876 erworben hatte.
Hansemann forderte eine stärkere Germanisierungspolitik in der Provinz Posen. Er organisierte Kundgebungen von deutschen Einwohnern der Provinzen Posen und Westpreußen für den ehemaligen Reichskanzler Otto von Bismarck, zu dem er auch in eine persönliche Beziehung trat, weil er die angeblich entgegenkommende Politik gegenüber den Polen von Leo von Caprivi missbilligte. Hansemann war 1894 maßgeblich an der Gründung des deutschen Ostmarkenvereins beteiligt. Nach den Anfangsbuchstaben der Namen Hansemanns und der beiden Mitgründer Hermann Kennemann und Heinrich von Tiedemann-Seeheim wurde der Verein auch „Hakatisten-Verein“ genannt. Hansemann war Mitglied im Hauptvorstand der Organisation und neben Tiedemann-Seeheim seit 1896 zweiter Vorsitzender. Er war zeitweise auch verantwortlich für das Vereinsorgan Die Ostmark. Er war zuständig zur Anwerbung von deutschen Siedlern. Er regte 1895 die Gründung der Landbank an, die zur Ansiedlung von Deutschen in den östlichen Provinzen beitragen sollte. Er plädierte für die Ausdehnung des Grundbesitzes in deutscher Hand und trat für eine Enteignung der polnischen Besitzer ein. Seine Versuche in der Freikonservativen Partei politisch an Einfluss zu gelangen, scheiterten.